# Папа Геласије II
Гелазије II (1060/4 - 29. јануар 1119), рођен као Ђовани Каетани, је био 161. папа од 24. јануара 1118. године до своје смрти.

## Биографија
Рођен је између 1060. и 1064. године у Гаети. Припадао је побочној грани пизанске породице Каетани. Службу је започео као монах манастира Монте Касино. Од стране папе Урбана II одведен је у Рим где је 1088. године постао кардинал-ђакон манастира Санта Марија у Козмедину (23. септембар). Од 1089. до 1118. године је канцелар Свете столице. Реформисао је папску администрацију и успоставио стално запослене папске службенике. Три дана након смрти папе Паскала II 1118. године изабран је за папу. Међутим, присталица светоримског цара Хенрика V, аристократа Кенцио II га је ухапсио. Марта исте године избио је устанак у коме је Гелазије ослобођен. Међутим, морао је бежати из Рима. На папску столицу дошао је антипапа Гргур VIII. Гелазије је у Гаети добио помоћне трупе Нормана са којима се јула 1118. године вратио у Рим. Нападнут је приликом служења мисе. Поново је морао бежати, овога пута у Француску. Октобра 1118. године стигао је у Марсељ, а потом у Монпеље, Авињон и Вјен где је одржао сабор. Намеравао је да сазове сабор на коме би се коначно решило питање инвеституре, али је умро 1119. године у опатији Клини. Наследио га је папа Калист II током чијег понтификата је Вормским конкордатом окончана борба за инвеституру. Гелазије је познат и по свом едикту којим је територију Пиринејског полуострва прогласио земљом на којој непрестано траје крсташки рат.